# Маррубіу
Маррубіу (італ. Marrubiu, сард. Marrùbiu) — муніципалітет в Італії, у регіоні Сардинія,  провінція Ористано.
Маррубіу розташоване на відстані близько 410 км на південний захід від Рима, 75 км на північний захід від Кальярі, 18 км на південь від Ористано.
Населення — 4880 осіб (2014).

## Демографія
Населення за роками:

Станом на 1 січня 2023 року в муніципалітеті офіційно проживало 70 іноземців з 25 країн, серед них 26 громадян країн Євросоюзу та 1 громадянин України.

## Сусідні муніципалітети
- Алес
- Арбореа
- Моргонджорі
- Санта-Джуста
- Терральба
- Урас